# Toposd
Toposd (korábban Topa, románul Topești) falu Romániában, a Partiumban, Bihar megyében.

## Fekvése
A Király-erdő alatt, a Nagyvárad–Belényes vasútvonal mellett, Drágcsékétől délre, Alsótopától nyugatra fekvő település.

## Története
A falu nevét 1508-ban említette először oklevél Kysthoppa alakban.
1808-ban Topest, 1913-ban Toposd néven írták. A 19. század elején Buzáth Márton, Simon és István birtoka volt a falu.
1910-ben 264 lakosából 20 magyar, 244 román volt. Ebből 7 görögkatolikus, 20 református, 237 görögkeleti ortodox volt.
A trianoni békeszerződés előtt Bihar vármegye Magyarcsékei járásához tartozott.
A 2002-es népszámláláskor 238 lakosa közül 237 fő (99,6%) román, 1 fő (0,4%) magyar volt.

## Nevezetességek
- Görögkeleti temploma  a 19. század elején épült.